# 福建园街道
福建园街道，是中华人民共和国广西壮族自治区南宁市江南区下辖的一个乡镇级行政单位。

## 行政区划
福建园街道下辖以下地区：
福建园社区、江南路东社区、江南路西社区、淡村路东社区、淡村路西社区、五一东路社区、尧头岭社区、南建社区、亭洪社区、菠萝岭社区、亭子社区、荣和新城社区、金沙湾社区、平西村、淡村、亭子村和白沙村。